# Карпюк Юрій Іванович
Юрій Іванович Карпюк (17 лютого 1931, с. Ганув, Польща — 20 грудня 2018, Київ) — український спортсмен-легкоатлет, фахівець у галузі фізичного виховання і спорту, тренер з легкої атлетики (біг). Майстер спорту СРСР (1954).

## Життєпис
Народився 17 лютого 1931 року в селі Ганув, Польща.
Закінчив Київський державний інститут фізичної культури (1953), де й працював (з перервою) до 2000, проректор зі спортивної роботи (1974–87).
Заступник директора зі спортивної роботи Київської школи-інтернату спортивного профілю, старший тренер збірної команди України з бігу на короткі дистанції (1971–80), президент (1982–91), віце-президент (1991—2006) Федерації легкої атлетики України.
Підготував 6 м сп., 3-х рекордсменів і чемпіонів України. Наукові дослідження: методика тренувального процесу з бігу на короткі дистанції з урахуванням особливостей жіночого організму. Автор праць «Соревнования по легкой атлетике» (Москва, 1983), «Соревнования по легкой атлетике» (К., 1983).
Заслужений працівник фізичної культури і спорту України, рекордсмен україни з бігу на 100 метрів, суддя національної категорії, викладач, тренер.
Донька — кандидат педагогічних наук, викладачка спортивних кафедр Київського політехнічного інституту Ірина Карпюк.

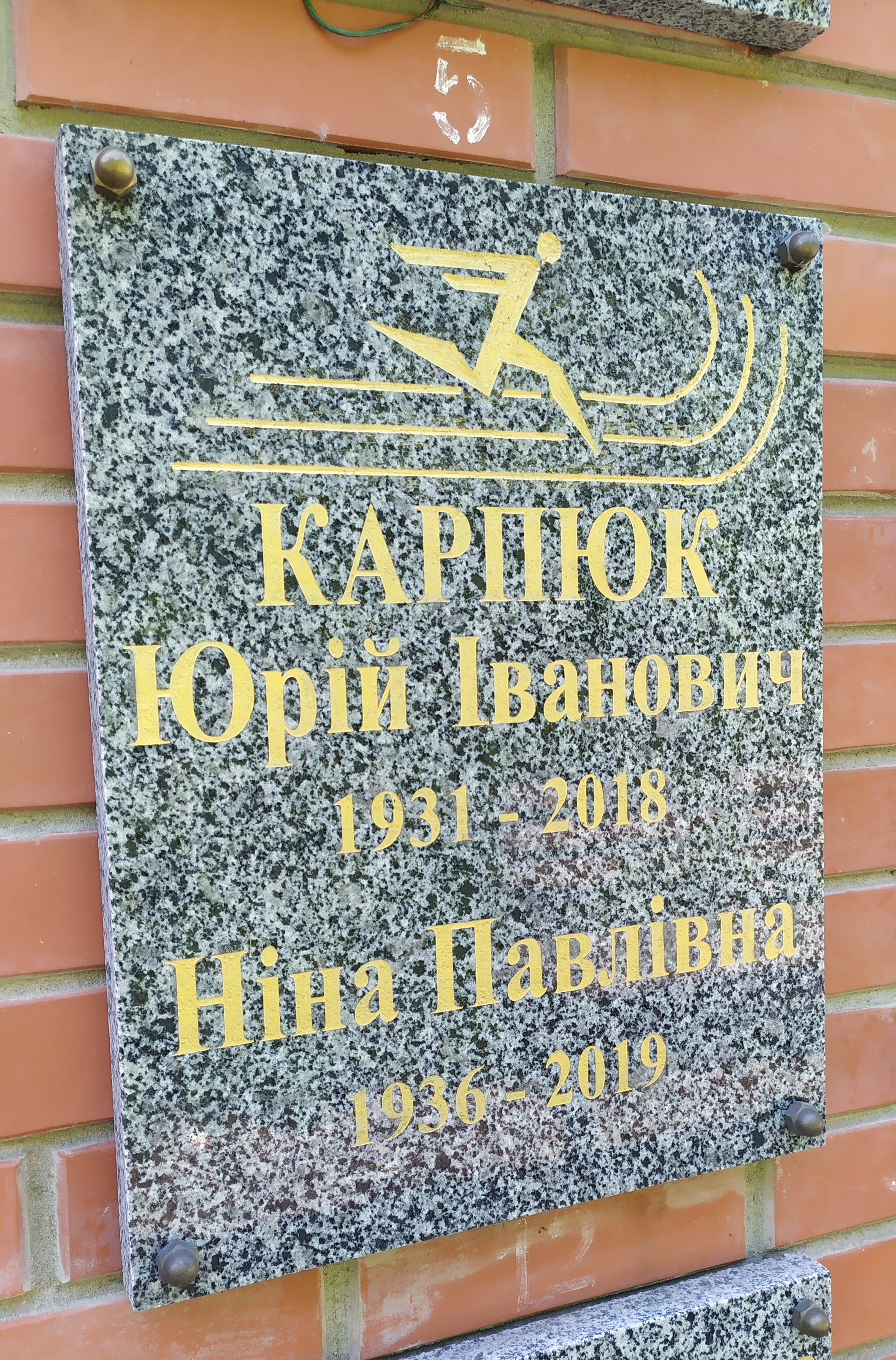
Надгробок Юрія Карпюка, Лук'янівське кладовище

Помер 20 грудня 2018 року. Був кремований, прах похований в колумбарії Лук'янівського кладовища.
З 2019 року премія «Неупереджений суддя» Федерації легкої атлетики України має назву «Премія імені Юрія Карпюка»

## Легкоатлетична діяльність
Брав найактивнішу участь у створенні у Києві першої школи-інтернату спортивного профілю, був 5 років заступником директора по спортивній роботі. 13 років пропрацював на посаді проректора Інфізу по спортивній роботі. За часів Радянського Союзу був Головою ФЛАУ, членом Президії Федерації легкої атлетики СРСР, брав безпосередню участь в підготовці Московської Олімпіади — відповідав за організацію роботи суддівських служб, зараз це називається «менеджер змагань». Потім вийшов на орбіту міжнародного суддівства. Пройшов декілька суддівських семінарів ІААФ.
У якості офіційної технічної особи відпрацював на Олімпіаді в Барселоні та 7-ми Кубках Європи.  На багатьох чемпіонатах СРСР був і головним суддею, і заступником головного судді, і просто арбітром. За моєї участі проходили в Україні усі міжнародні матчеві зустрічі збірної СРСР з США, ФРН та юніорський чемпіонат Європи. В даний час беру активну участь як консультант з підготовки суддівських кадрів та проведенню національних змагань.